# Anágua-de-vénus
Anágua-de-vénus (Brugmansia arborea) é uma planta ornamental originária dos Andes.

## Descrição
É usada em jardins como planta ornamental. Durante a noite liberta um perfume agradável e intenso. Em Portugal também é conhecida como "trombeta dos anjos" e "saia da velha". É uma planta nativa da Bolívia, Colômbia e Peru .
A trombeta de anjo, é nativa de regiões da América do Sul, liberta uma poderosa toxina, contendo atropina, hiosciamina e escopolamina. Criminosos da Colômbia têm extraído a escopolamina da planta e usaram-na como uma potente droga que deixa as vítimas desconhecendo o que estão fazendo, mas totalmente consciente. A escopolamina pode ser absorvida através da pele e das mucosas, permitindo aos criminosos simplesmente soprem o pó no rosto de uma pessoa[carece de fontes?].